# Michajlo Bojčuk
Michajlo Lvovyč Bojčuk (ukrajinsky: Миха́йло Льво́вич Бойчу́к; 30. října 1882 Romanivka – 13. července 1937 Kyjev) byl ukrajinský malíř. Bývá řazen k monumentalismu, novobyzantismu či modernismu, případně se hovoří o stylu nesoucím jeho jméno: bojčukismus. Patří k tzv. popravenému obrození, tedy generaci ukrajinských intelektuálů a umělců vyvražděných stalinským režimem.

## Život
Narodil se ve vesnici Romanivka, která tehdy ležela na území Rakousko-Uherska (dnes Ukrajina). Studoval malířství u Juliana Pankevyče ve Lvově a následně v Krakově, kde v roce 1905 absolvoval Akademii výtvarných umění. Studoval také na akademiích výtvarných umění ve Vídni a Mnichově.
V letech 1907 až 1910 žil v Paříži, kde v roce 1909 založil vlastní školu, kam docházeli hlavně ukrajinští studenti snažící se inspirovat v byzantském umění, a kteří byli též známi jako bojčukisté (k nejznámějším patří Mykola Kasperovyč a Sofija Nalepinska, která se později stala Bojčukovou ženou). V pařížském období spolupracoval s Félixem Vallottonem, Paulem Sérusierem a Mauricem Denisem a byl jimi ovlivňován. V roce 1910 uspořádal výstavu v Salonu nezávislých, kde představil práce své a i svých studentů.
V roce 1910 se vrátil do Lvova, kde pracoval jako konzervátor v Národním muzeu. Podařilo se mu zde zachránit četné ikony z 15. a 16. století. V roce 1911 odcestoval do Ruského impéria, ale po začátku první světové války tam byl jako rakouský občan (tedy občan nepřátelského státu) internován.
Po válce se usadil v Kyjevě, zde se k němu připojil i jeho bratr, rovněž malíř Tymofij Bojčuk. V roce 1917 se stal jedním ze zakladatelů Ukrajinské státní akademie umění, kde vyučoval fresku a mozaiku. V roce 1920 zde byl zvolen rektorem. Vytvořil mnoho velkých fresek - pro Kyjevské divadlo opery a baletu (1919), Charkovské operní divadlo (1921), pavilon Ukrajinské SSR na První všeruské výstavě domácího průmyslu a zemědělství v Moskvě a Kyjevský družstevní institut (1923). V roce 1925 spoluzaložil Asociaci revolučního umění Ukrajiny.
Během Velké čistky, v listopadu 1936, byl zatčen NKVD a obviněn, že je "agentem Vatikánu". Byl brutálně vyslýchán a mučen. Zastřelen byl ve stejný den jako jeho žáci Ivan Padalka a Vasyl Sedliar. Jeho manželka Sofija Nalepinskáa byla popravena několik měsíců po Bojčukovi.
Mnoho jeho děl, především fresky a mozaiky, bylo po jeho popravě zničeno. Dokonce i jeho obrazy, které byly uloženy v muzeích ve Lvově, byly ještě po druhé světové válce zničeny. Nepomohlo ani to, že se ve 30. letech, kdy se zvýšil tlak na kulturní unifikaci, přiklonil k socialistickému realismu. Dochovaná díla schraňuje především Národní umělecké muzeum Ukrajiny.

## Galerie

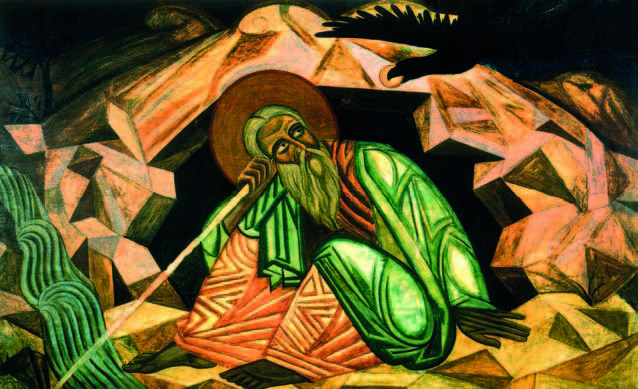
Prorok Elijáš
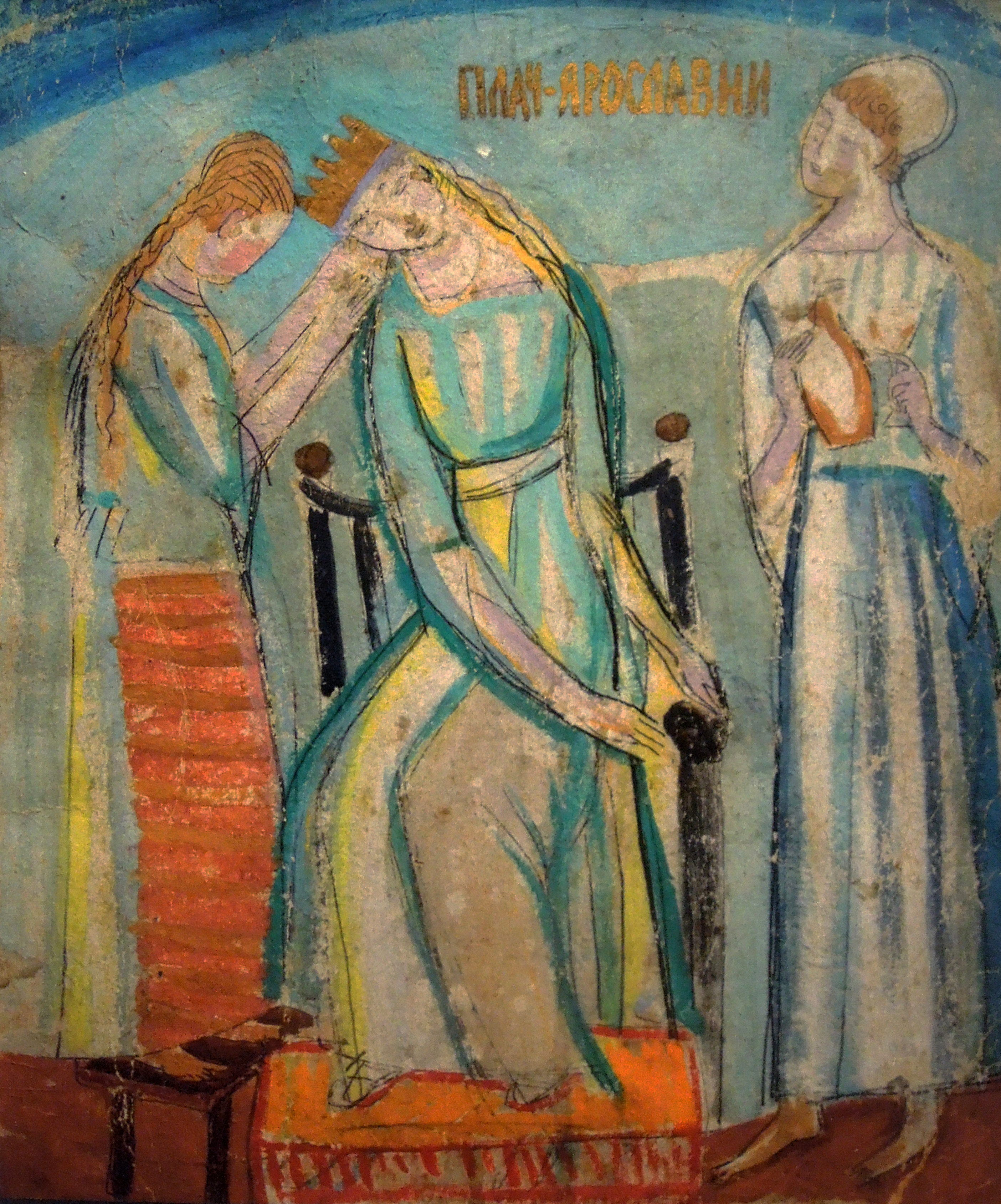
Pláč Jaroslavny
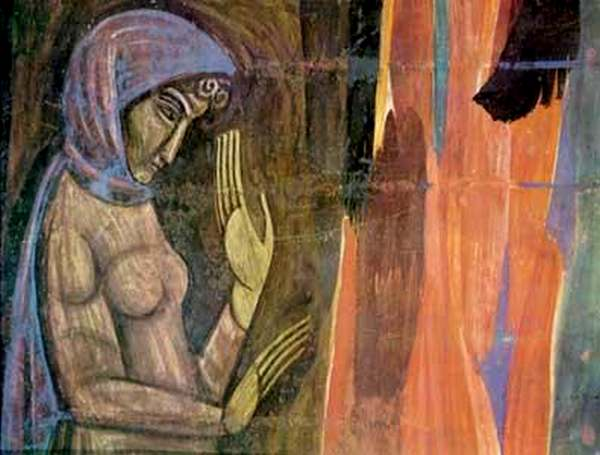
Dívka
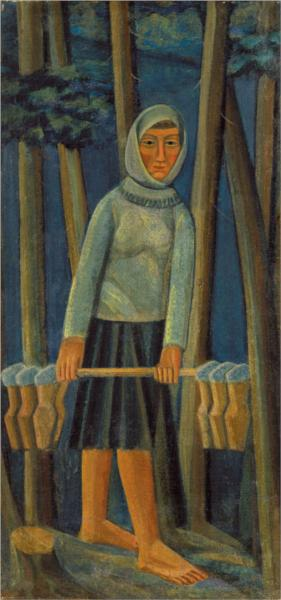
Mlékařka
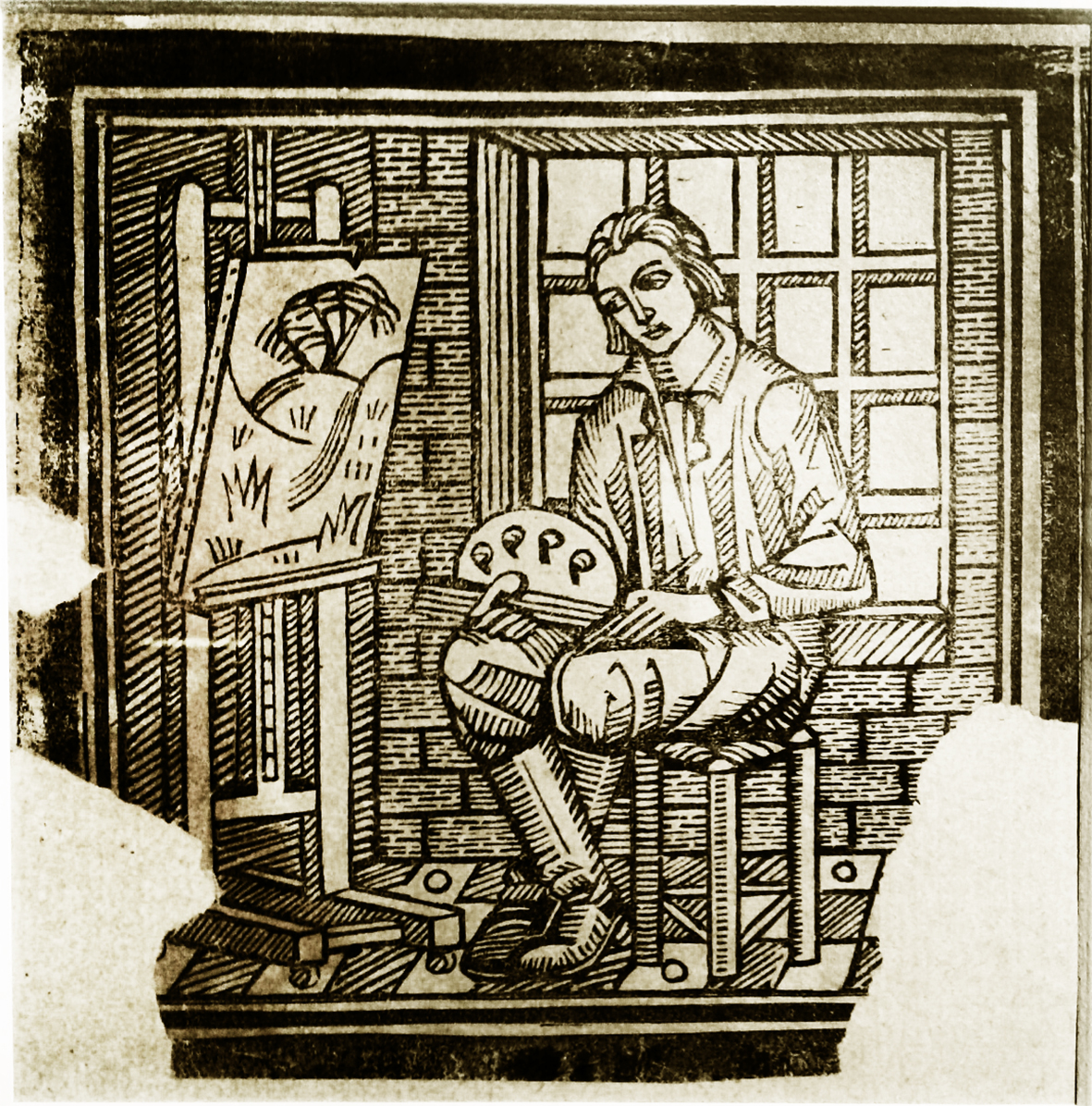
Malíř